# Mildred Shay
Mildred Shay, née le 26 septembre 1911 à Syracuse (État de New York, États-Unis), et morte le 15 octobre 2005 à Glendale (Californie), est une actrice américaine.

## Biographie
Surnommée « Pocket Venus », Mildred Helen Shay est l'une des vedettes des potins de coulisses pendant les années 1930. 
Elle se marie en 1940 et met un terme à sa carrière en 1948. Elle fait un retour à partir de 1974, jouant un rôle secondaire dans Gatsby le Magnifique de Jack Clayton, puis dans La Petite Boutique des horreurs (Little Shop of Horrors) de Frank Oz, (1986).